# Razkrojevalec
Razkrojevalci so organizmi, ki odmrle organske snovi spreminjajo v enostavne anorganske spojine, vodo in pline. Reducenti, predvsem mikroorganizmi, kot so bakterije in glive, se naseljujejo na ostankih rastlin in živali oziroma njihovih odpadnih produktih. Razkrajajo dele odmrlih rastlin, trupla živali, suho travo, mrtvo listje ... Iz snovi, ki jo razkrajajo, absorbirajo organske sestavine, iz teh pa črpajo energijo za življenje. So pomemben člen v pretoku energije in kroženju snovi.